# Jan Frederik Veldkamp
Jan Frederik Veldkamp (n. 1941) és un botànic i destacat agrostòleg neerlandès.
Es va educar a la Universitat de Leiden, on va rebre el seu doctorat l'any 1973. Des de 1967 és membre de l'Herbari de Rijksherbarium, a Leiden, a càrrec de la Secció Gramínies de Malàisia.
Va realitzar una expedició botànica a Nova Guinea, i després va romandre a Indonèsia (principalment Bogor) fins al setembre de 1972.

## Algunes publicacions
- Veldkamp, jf. 1973. A revision of Digitaria Haller (Gramineae) in Malesia Notes on Malesian grasses VI, door Jan Frederik Veldkamp. Blumea 21 (1)

- -------------------. 1973. A Botanical Expedition to Mt. Suckling (Goropu Mountains), Papua - New Guinea, 1972. 22 pp.

- -------------------. 1984. History of geophysical research in the Netherlands and its former overseas territories. Verhandelingen Der Koninklijke Nederlandse Akademie Van Wete 32. EditorNorth-Holland Pub. Co. 139 pp. ISBN 0444856153

- -------------------, msm Sosef. 1998. A proposal regarding isonyms. 	Taxon 47 : 491-492

- -------------------. 2002. Revision of Eragrostis (Gramineae, Chloridoideae) in Malesia. Blumea 47: 157-204

- ming-jer Jung, jan frederik Veldkamp, chang-sheng Kuoh. 2008. Notes on Eragrostis Wolf (Poaceae) for the Flora of Taiwan. Taiwania 53 (1): 96-102